# École multidisciplinaire d'art dramatique Margarita Xirgu
L'École multidisciplinaire d'art dramatique Margarita Xirgu (en espagnol : Escuela Multidisciplinaria de Arte Dramático Margarita Xirgu), connue également sous l'acronyme EMAD, est une école d'enseignement supérieur de théâtre uruguayenne, fondée en 1949 à Montevideo par l'actrice républicaine espagnole Margarita Xirgu. 

## Histoire

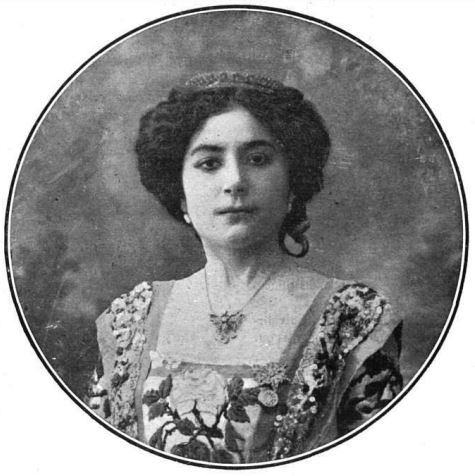
Margarita Xirgu, dans la revue catalane Feminal (1910), fondatrice de l'école à Montevideo en 1949.

L'école, initialement dénommée Escuela Municipal de Arte Dramático Margarita Xirgu (en français : École municipale d'art dramatique Margarita Xirgu), est fondée le 14 novembre 1949.
Son nom est modifié en 2010. L'institution devient l'Escuela Montevideana de Arte Dramático Margarita Xirgu (en français : École montevidéenne d'art dramatique Margarita Xirgu) sur délibération d'Ana Olivera, maire de Montevideo.
En 2011, elle adapte son nom avec la dénomination officielle actuelle Escuela Multidisciplinaria de Arte Dramático Margarita Xirgu (en français : École multidisciplinaire d'art dramatique Margarita Xirgu).
Sa dénomination rend hommage à l'actrice catalane Margarita Xirgu (amie proche du poète assassiné Federico García Lorca) qui doit s'exiler en Uruguay après la guerre d'Espagne et la Seconde Guerre mondiale qui sévissent en Europe. 
Margarita Xirgu est la première directrice de l'institution, de 1949 à 1957.
L'EMAD (acronyme historique de l'école) forme de jeunes acteurs, actrices, réalisateurs et directeurs et dramaturges de la scène uruguayenne.
La dramaturge Mariana Percovich est la directrice de l'école de 2013 à 2016.

## Étudiants célèbres
Parmi ses anciens élèves se retrouvent notamment la comédienne de théâtre Estela Medina, l'actrice Roxana Blanco, ainsi que les acteurs Sancho Gracia, Mateo Chiarino et Enzo Vogrincic.